# Fighting Odds
Fighting Odds er en amerikansk stumfilm fra 1917 af Allan Dwan.

## Medvirkende
- William T. Carleton.
- Henry Clive som Mr. Copley.
- Charles Dalton som John W. Blake.
- Maxine Elliott som Mrs. Copley.
- Eric Hudson.